# Сорокопуд строкатий
Сорокопуд строкатий (Corvinella melanoleuca) — вид горобцеподібних птахів родини сорокопудових (Laniidae).

## Поширення
Вид поширений в Східній і Південній Африці. Займає ареал від південно-західної кінцівки Кенії (Масаї-Мара) до північної частини ПАР. Мешкає на території з відкритою саваною з наявністю ізольованих дерев, переважно акацій.

## Опис
Птах середнього розміру, 35–50 см завдовжки і вагою 55–97 г. Це птахи з масивною і стрункою статурою, великою овальною та подовженою головою, міцним дзьобом, округлими крилами, міцними ногами і довгим роздвоєним хвостом (у 1,5 рази довший тіла). Оперення майже повністю чорне, темніше і блискуче на голові, спині, крилах і хвості і блідіше на череві і по боках, з відтінками коричневого на горлі та грудях. Лопатки, криючі крил та зовнішній край первинних махових чисто білого кольору, утворюючи дві дуже помітні смуги та характерну біле V-подібну смугу на спині. Крупи та нижня частина хвоста теж білі. Дзьоб та ноги чорні, очі темно-карі.